# Vania Vargas
Vania Vargas (Quetzaltenango, 12 de janeiro de 1978) é uma poeta, narradora, editora e jornalista cultural guatemalteca.

## Biografia
Nasceu no departamento de Quetzaltenango. Sua mãe, maestra de educação primária graduou-se graças a uma bolsa financiada por gente particular que acreditou nas capacidades dela. Envolveu-se no mundo dos livros desde muito pequena devido ao seu tio possuir uma grande biblioteca com vários livros de fantasia. Foram suas primeiras leituras que lhe marcaram sua forma de escrever. Naquele momento seus pais não lhe permitiram mudar-se para a cidade de Guatemala para estudar literatura. Optou por estudar ciências da comunicação.
Seu primeiro trabalho como jornalista foi em “O  Novo Quetzalteco”, que depois se converteu em “O Quetzalteco”. Este trabalho permitiu-lhe o contacto com a realidade e desenvolveu sua consciência social.  Em 2002, migrou à capital e estudou Literatura. Graduou-se na Universidade de San Carlos de Guatemala no ano 2009. Sua primeira publicação foi com a editorial Catafixia. Foi na colecção "La malla",  junto ao livro de Maurice Echeverría e os dos mexicanos Yaxquin Melchi e René Morais Hernández.  Desde então seu trabalho literário publicou-se em jornais e revistas, como La Ermita, Algarero cultural, La Revista de la Universidad de San Carlos, Magna Terra ou Contratiempo.
Também tem feito parte das Antologias Microfé: poesia guatemalteca contemporânea (Catafixia editorial, 2012) e O futuro começou ontem. (Catafixia editorial, 2013).
Em 2014 publicou o livro para meninos Os habitantes do ar (Editorial Cultura, 2014).
Seu trabalho narrativo é parte das antologias Brevísimos dinosaurios (CCE, Guatemala, 2009), e de Ni hermosa ni maldita, narrativa guatemalteca actual (Alfaguara 2012). Em 2016 apresentou Después del fin, uma série de relatos breves que falam da vida, a cidade, o quotidiano e da morte.
Vargas tem sido escritora convidada à FIL Zócalo 2012 e a Feira do Livro de Panamá 2016; bem como aos departamentos de Espanhol da Universidade de Stanford, em San Francisco, Califórnia, e a Universidade de Copenhaga. Tem participado, também, nos Festivais Internacionais de Poesia de Nova York, Granada, Nicarágua e Quetzaltenango. Também tem compartilhado sua obra no marco das celebrações do dia do livro 2017 do Distrito Metropolitano de Quito e a Rede de Bibliotecas Metropolitanas.

## Publicações
- Cuentos infantiles, Catafixia Editorial (2010)
- Quizás ese día tampoco sea hoy, Editorial Cultura (2012)
- Señas particulares y cicatrices, Catafixia Editorial
- Los habitantes del aire, Editorial Cultura (2014)
- Después del fin, Editorial del Pensativo (2016)

## Antologias
- Brevísimos Dinosaurios, CCE (2009)
- Poesía guatemalteca contemporánea, Catafixia Editorial (2012)
- El futuro empezó ayer, Catafixia Editorial (2012)
- Apuesta por las nuevas escrituras de Guatemala, Catafixia Editorial-UNESCO (2012)
- Ni hermosa ni maldita: Narrativa guatemalteca actual,  Alfaguara (2012)
- Al centro de la belleza, Metáfora Editorial (2017)